# Olympische Winterspiele 1994/Teilnehmer (Ungarn)
| Gelbes Symbol für Goldmedaillen mit stilisierten Olympischen Ringen | Graues Symbol für Silbermedaillen mit stilisierten Olympischen Ringen | Braundes Symbol für Bronzemedaillen mit stilisierten Olympischen Ringen |
| ------------------------------------------------------------------- | --------------------------------------------------------------------- | ----------------------------------------------------------------------- |
| —                                                                   | —                                                                     | —                                                                       |

Ungarn nahm an den Olympischen Winterspielen 1994 im norwegischen Lillehammer mit einer Delegation von 16 Athleten in fünf Disziplinen teil, davon fünf Männer und elf Frauen. Ein Medaillengewinn gelang keinem der Athleten.
Fahnenträger bei der Eröffnungsfeier war der Skirennläufer Attila Bónis.

## Teilnehmer nach Sportarten

### Biathlon
| Athleten                                                   | Wettbewerbe        | Zeit        | Fehler      | Rang |
| ---------------------------------------------------------- | ------------------ | ----------- | ----------- | ---- |
| Frauen                                                     |                    |             |             |      |
| Brigitta Bereczki                                          | 7,5 km Sprint      | 30:42,4 min | 4 (0+4)     | 65   |
| Brigitta Bereczki                                          | 15 km Einzel       | 1:02:14,2 h | 7 (2+2+0+3) | 65   |
| Anna Bozsik                                                | 7,5 km Sprint      | 29:04,4 min | 2 (0+2)     | 46   |
| Beatrix Holéczy                                            | 15 km Einzel       | 1:00:43,9 h | 4 (2+1+1+0) | 61   |
| Anna Bozsik Brigitta Bereczki Éva Szemcsák Beatrix Holéczy | 4 × 7,5 km-Staffel | 2:08:27,6 h | 5 (0+5)     | 17   |
| Männer                                                     |                    |             |             |      |
| János Panyik                                               | 10 km Sprint       | 31:04,3 min | 2 (1+1)     | 33   |
| János Panyik                                               | 20 km Einzel       | 1:01:41,6 h | 4 (1+2+0+1) | 31   |

### Bob
| Athleten                      | Wettbewerb | Lauf 1  | Lauf 1 | Lauf 2  | Lauf 2 | Lauf 3  | Lauf 3 | Lauf 4  | Lauf 4 | Gesamt      | Gesamt |
| Athleten                      | Wettbewerb | Zeit    | Rang   | Zeit    | Rang   | Zeit    | Rang   | Zeit    | Rang   | Zeit        | Rang   |
| ----------------------------- | ---------- | ------- | ------ | ------- | ------ | ------- | ------ | ------- | ------ | ----------- | ------ |
| Männer                        |            |         |        |         |        |         |        |         |        |             |        |
| Nicholas Frankl Miklós Gyulai | Zweierbob  | 54,14 s | 30     | 54,27 s | 30     | 54,16 s | 27     | 54,49 s | 29     | 3:37,06 min | 28     |

### Eiskunstlauf
| Athleten                  | Wettbewerbe | Pflichttanz 1 | Pflichttanz 1 | Pflichttanz 2 | Pflichttanz 2 | Originaltanz | Originaltanz | Kurzprogramm | Kurzprogramm | Kür/Kürtanz | Kür/Kürtanz | Gesamt    | Gesamt |
| Athleten                  | Wettbewerbe | Bewertung     | Rang          | Bewertung     | Rang          | Bewertung    | Rang         | Bewertung    | Rang         | Bewertung   | Rang        | Bewertung | Rang   |
| ------------------------- | ----------- | ------------- | ------------- | ------------- | ------------- | ------------ | ------------ | ------------ | ------------ | ----------- | ----------- | --------- | ------ |
| Frauen                    |             |               |               |               |               |              |              |              |              |             |             |           |        |
| Krisztina Czakó           | Einzel      | —             | —             | —             | —             | —            | —            | 6,0          | 12           | 11,0        | 11          | 17,0      | 11     |
| Mixed                     |             |               |               |               |               |              |              |              |              |             |             |           |        |
| Enikő Berkes Szilárd Tóth | Eistanz     | 4,0           | 20            | 4,0           | 20            | 12,0         | 20           | —            | —            | 20,0        | 20          | 40,0      | 20     |

### Eisschnelllauf
| Athleten        | Wettbewerbe | Zeit        | Rang |
| --------------- | ----------- | ----------- | ---- |
| Frauen          |             |             |      |
| Krisztina Egyed | 500 m       | 42,29 s     | 30   |
| Krisztina Egyed | 1000 m      | 1:24,71 min | 34   |

### Ski Alpin
| Athleten             | Wettbewerbe        | 1. Lauf     | 1. Lauf | 2. Lauf     | 2. Lauf | Gesamt      | Gesamt |
| Athleten             | Wettbewerbe        | Zeit        | Rang    | Zeit        | Rang    | Zeit        | Rang   |
| -------------------- | ------------------ | ----------- | ------- | ----------- | ------- | ----------- | ------ |
| Frauen               |                    |             |         |             |         |             |        |
| Szvetlana Keszthelyi | Abfahrt            | —           | —       | —           | —       | 1:43,33 min | 39     |
| Szvetlana Keszthelyi | Alpine Kombination | 1:32,99 min | 29      | DNF         | DNF     | DNF         | DNF    |
| Szvetlana Keszthelyi | Slalom             | 1:06,09 min | 32      | 1:02,91 min | 25      | 2:09,00 min | 25     |
| Szvetlana Keszthelyi | Super-G            | —           | —       | —           | —       | 1:30,21 min | 41     |
| Éva Koch             | Riesenslalom       | DNF         | DNF     | DNF         | DNF     | DNF         | DNF    |
| Ágnes Litter         | Slalom             | 1:31,67 min | 36      | 1:03,94 min | 26      | 2:35,61 min | 28     |
| Ofélia Rácz          | Alpine Kombination | 1:34,85 min | 34      | DNF         | DNF     | DNF         | DNF    |
| Ofélia Rácz          | Slalom             | DNF         | DNF     | DNF         | DNF     | DNF         | DNF    |
| Männer               |                    |             |         |             |         |             |        |
| Attila Bónis         | Alpine Kombination | 1:43,85 min | 48      | 1:50,91 min | 29      | 3:34,76 min | 30     |
| Attila Bónis         | Slalom             | 1:10,87 min | 30      | 1:09,56 min | 22      | 2:20,43 min | 22     |
| Attila Bónis         | Super-G            | —           | —       | —           | —       | 1:38,83 min | 45     |